# El artista y la modelo
El artista y la modelo è un film del 2012 diretto da Fernando Trueba, liberamente ispirato alla vita dello scultore e pittore Aristide Maillol.
Ha vinto il premio per il miglior regista al Festival internazionale del cinema di San Sebastián.

## Trama
Nell'estate del 1943, in un luogo della Francia occupata, Léa moglie dello scultore Marc Cros, porta a casa la senzatetto Mercè, fuggita da un campo di prigionia gestito dal regime franchista. Con l'arrivo della giovane donna spagnola, rinasce nell'artista il desiderio di tornare a lavorare e scolpire il suo ultimo lavoro. Le viene offerto un posto nella sua casa in cui la giovane può vivere, e gli viene chiesto di diventare la musa ispiratrice. Dopo l'iniziale esitazione, Mercè acconsente.
Durante un'incursione nella foresta circostante, Mercè incontra il combattente della resistenza Pierre. È in procinto di seppellire un americano che è saltato giù da un aereo per unirsi alla resistenza francese ma è stato ucciso dai tedeschi. Poiché Pierre è ferito, Mercè lo nasconde nella casa dell'artista. Marc Cros inizialmente reagisce con rabbia, per il pericolo che Pierre possa venire rintracciato dai tedeschi, ma anche perché lo scultore si sente turbato nel suo lavoro. Quando Pierre guarisce, Mercè informa l'artista che la notte successiva porterà Pierre al confine spagnolo, ma promette tornerà al più presto per continuare a collaborare con lui. Marc Cros riesce finalmente a completare la sua ultima opera, una scultura di un nudo femminile.